# 黑尔滕
黑尔滕（德語：Herten，發音：[ˈhɛʁtn̩] ⓘ）是德国北莱茵-威斯特法伦州明斯特行政区雷克灵豪森县的城市，面积37.33平方千米，2023年12月31日人口为62,204人。

## 友好城市
黑尔滕与以下城市结为友好城市：
- 法國 阿拉斯
- 英格兰 唐卡斯特
- 德国 施内贝格
- 波蘭 什奇特諾